# Балка Сувилина
Балка Сувилина — балка (річка) в Україні у Дніпровському районі Дніпропетровської області. Права притока річки Мокрої Сури (басейн Дніпра).

## Опис
Довжина балки приблизно 4,29 км, найкоротша відстань між витоком і гирлом — 3,97 км, коефіцієнт звивистості річки — 1,08. Формується декількома струмками та загатами. На деяких ділянках балка пересихає.

## Розташування
Бере початок у селі Чувилине. Тече переважно на північний захід і у селі Зелений Гай впадає в річку Мокру Суру, праву притоку річки Дніпра.

## Цікаві факти
- Біля гирла балки у селі Зелений Гай на північно-західній стороні на відстані приблизно 378 м пролягає автошлях Т 0444[3] (автомобільний шлях територіального значення у Дніпропетровській області. Пролягає територією Дніпровського та Солонянського районів через Новомиколаївку — Богданівку — Сурсько-Михайлівку. Загальна довжина — 13,2 км.).
- У XX столітті на балці існувала птице-тваринна ферма (ПТФ)[2], а у XIX столітті — декілька хуторів[1].